# Pomona Park
La ville américaine de Pomona Park est située dans le comté de Putnam, dans l’État de Floride.

## Démographie
| 1910 | 1920 | 1930 | 1940 | 1950 | 1960 |
| ---- | ---- | ---- | ---- | ---- | ---- |
| 301  | 350  | 400  | 316  | 443  | 516  |

| 1970 | 1980 | 1990 | 2000 | 2010 | - |
| ---- | ---- | ---- | ---- | ---- | - |
| 578  | 791  | 663  | 789  | 912  | - |

Sa population s’élevait à 912 habitants lors du recensement de 2010, estimée à 882 habitants en 2016.

## Source
- (en) Cet article est partiellement ou en totalité issu de l’article de Wikipédia en anglais intitulé « Pomona Park, Florida » (voir la liste des auteurs).